# Xanthodaphne pyriformis
Xanthodaphne pyriformis é uma espécie de gastrópode do gênero Xanthodaphne, pertencente a família Raphitomidae.